# Grand Hôtel du Boulevard

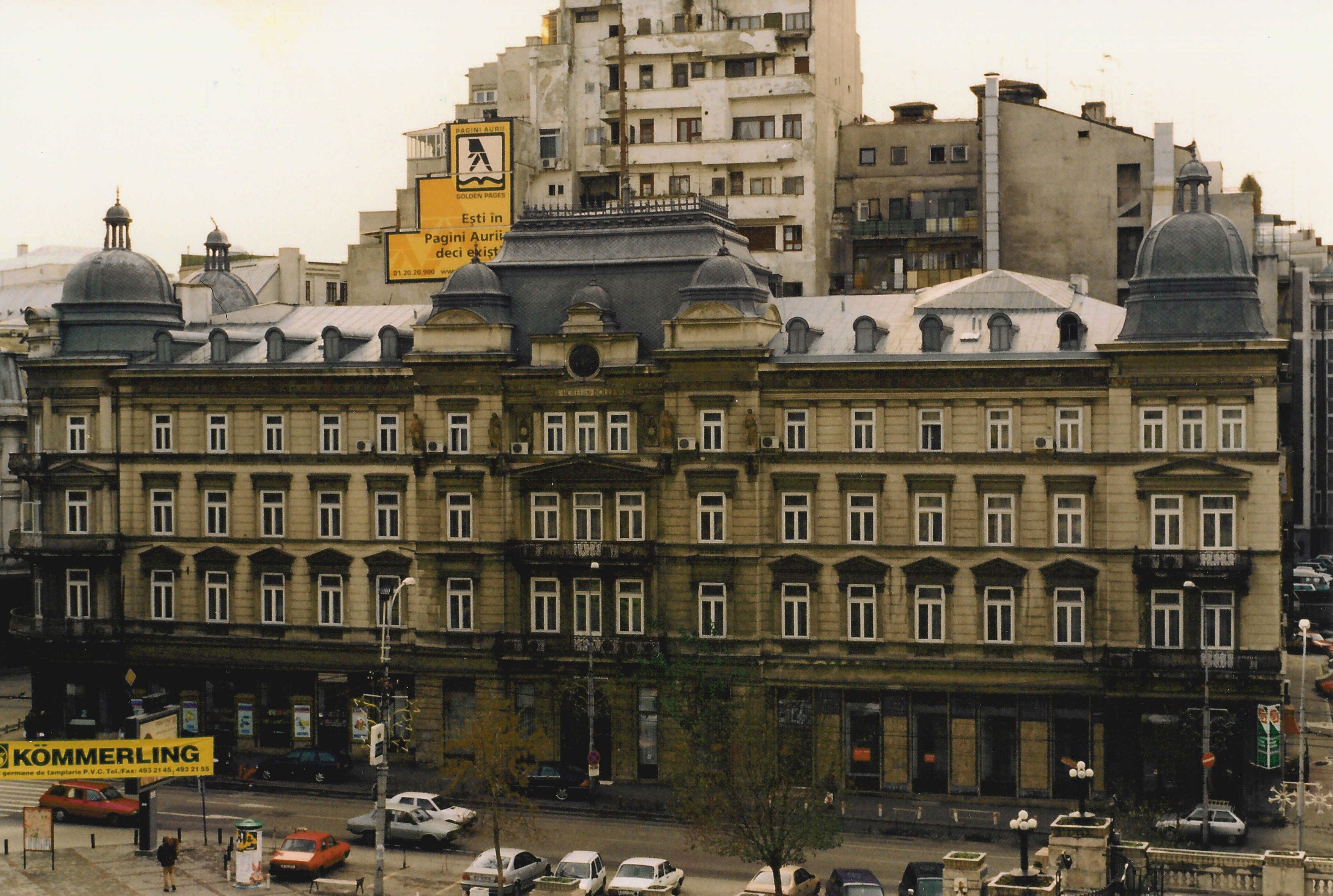
În 2001

Corinthia Grand Hôtel du Boulevard este situat în centrul Bucureștiului, la intersecția străzilor  Calea Victoriei și Bulevardul Regina Elisabeta.

## Istoric
În 1865 omul de afaceri Jacques Herdan cumpără terenul și începe construcția unui hotel după planurile arhitectului Alexandru Orăscu. Clădirea numită Hotel Herdan este inaugurată în 1871 (după alte surse hotelul a început să funcționeze din 1873); are la parter un restaurant franțuzesc și librăria Alcalay. Începând cu 1877 hotelul se numește Grand Hôtel du Boulevard și este primul hotel bucureștean care a tras apă curentă. Hotelul este apreciat dar prețurile sunt mari, de exemplu, o cameră modestă costă 12 franci pe zi în 1877.
De-a lungul timpului, Grand Hôtel du Boulevard a găzduit săli de pictură, întruniri parlamentare, iar în saloane, după 1918 se organizează Pour toi et pour moi, un club de dans cunoscut în perioada respectivă.
In 1934, patru ofițeri ai armatei române pun la cale un atentat împotriva regelui Carol al II-lea. Aceștia se cazaseră la etajul doi, în camera 44, și au plănuit uciderea regelui în Noaptea de Înviere, în momentul în care alaiul regal trecea pe sub balcoanele hotelului spre Dealul Mitropoliei, atentatul a eșuat, ofițerii fiind arestați. Mai târziu, regimul de după război a naționalizat hotelul, la parterul acestuia deschizându-se Librăria Academiei, acolo unde fusese celebra Librărie Alcalay.
între 1950 și 1974 clădirea a fost un sediu ministerial.
Hotelul a fost în renovare de mai bine de 10 ani. Niro Investment Group a achiziționat hotelul și a încheiat un parteneriat cu Corinthia Hotels. Hotelul a fost redeschis în martie 2025 sub numele Corinthia Grand Hôtel du Boulevard.